# Pave Gregor 7.
Pave Gregor 7. (født Hildebrand ca. 1015/1028, død 25. maj 1085) residerede fra 1073 til 1085.

## Cølibatet
Et kirkemøde i Rom i 1059 gjorde pavevalget uafhængigt af den tyske konge og de romerske stormænd. Paven skulle nu vælges af kardinalerne (pavens domkapitel), dvs. syv biskopper fra Roms opland, samt de fast ansatte gejstlige ved Roms hovedkirker. Senere blev denne kreds fastsat til 70.Som St. Peters arvtager mente Gregor 7. at have uindskrænket magt over hele kirken og de verdslige fyrster. For ham var kongedømmet et udslag af menneskeligt hovmod. I hans øjne var staten som månen i forhold til solen, som den låner sit lys fra. Han definerede blind lydighed mod paven som kristendommens væsen. Han indskærpede også præsternes cølibat og erkærede gifte præsters embedshandlinger for ugyldige, selv om der ikke forelå nogen bibelsk hjemmel for det. Gradvis afløste et diskret frilleliv ægteskabet.

## Lægmandsinvestituren og canossagangen
Høje kirkelige embeder sad med store jordegodser som len, og efterhånden blev biskopper indsat, ved at lensherren overrakte dem ringen og staven, der egentlig var kirkelige værdighedstegn, der symboliserede biskoppens ægteskab med menigheden og hans hyrdegerning. Kirkelige embeder blev også købt og solgt (simoni). I 1075 indskærpede Gregor 7. tidligere pavers forbud mod lægmandsinvestitur og simoni. Herved om han i strid med den tysk-romerske kejser Henrik 4. omkring år 1076. Forbuddet ville fratage kejseren hans magt over hans vasaller, og han fik et tysk kirkemøde til at erklære valget af Gregor til pave for ugyldigt. Gregor svarede med at lyse Henrik 4. i band, afsætte ham og løse hans undersåtter fra deres troskabsed. Den middelalderlige lensstat hvilede netop, på at eden var hellig. Henriks modstandere benyttede chancen til at rejse sig mod ham, og en kold vinterdag i 1077 så han ingen anden udvej end at ydmyge sig for paven. Barfodet og iført bodskjorte mødte han frem udenfor borgen Canossa, hvor paven opholdt sig, og borgporten var lukket til den tredje dag, da den omsider gik op. Henrik fik foretræde for paven, der trak sin bandlysning tilbage mod kejserens løfte om at opgive sin ret til investituren.

## I eksil
Men striden blussede snart op igen. For anden gang blev kejseren lyst i band og løste undersåtterne fra troskabseden; men denne gang havde Henrik 4. støtte af folket, indtog Rom og udnævnte en modpave, der kronede ham til kejser. Gregor søgte tilflugt hos normannerne i Syditalien, hvor han døde. Hans sidste ord skal have været: "Jeg har elsket retfærdighed og hadet uretfærdighed; derfor dør jeg i landflygtighed." I egne øjne var han en martyr for den gode sag. Men retfærdighed var for ham en fuldkommen hensynsløshed for at sikre kirken uindskrænket magt, og han anså det helt acceptabelt at bryde sit ord og opmuntre til oprør, så sandt det gavnede kirkens magt. Ingen pave har gjort mere for at dreje den katolske kirke til en verdslig, politisk institution, og en af datidens asketer kaldte ham da også "min hellige satan".